# El hombre de acero (banda sonora)
El hombre de acero (título original en inglés: Man of Steel) es la banda sonora de la película homónima. Fue lanzada el 11 de junio de 2013. La edición deluxe exclusiva del álbum contiene seis pistas adicionales, tituladas «Are You Listening, Clark?», «General Zod», «You Led Us Here», «This Is Madness!», «Earth» y «Arcade».
Hans Zimmer inicialmente negó los rumores populares de que compondría la banda sonora de la película. Sin embargo, en junio de 2012, se confirmó que Zimmer, de hecho, haría la música cinematográfica de la película. Para distinguir a El hombre de acero de las películas anteriores, la icónica «Marcha de Superman» de John Williams no fue usada. La música del tercer tráiler, titulada «An Ideal of Hope»,  confirmada como una versión reducida de «What Are You Going to Do When You Are Not Saving the World?», fue lanzada el 19 de abril de 2013.  A fines de abril de 2013, se reveló el listado de canciones oficial de la edición deluxe de dos discos.
La recepción popular hacia la banda sonora fue positiva y el álbum llegó al puesto #4 en iTunes durante la primera semana de su estreno. La recepción crítica ante la música, sin embargo, ha sido mixta. La banda sonora inició en el puesto #9 en el Billboard 200, con 32,000 copias vendidas.

## Lista de canciones

### Edición estándar
| Disco 1 – Flight |                                                               |          |  |
| N.º              | Título                                                        | Duración |  |
| 1.               | «Look to the Stars»                                           | 2:58     |  |
| 2.               | «Oil Rig»                                                     | 1:45     |  |
| 3.               | «Sent Here for a Reason»                                      | 3:46     |  |
| 4.               | «DNA»                                                         | 3:34     |  |
| 5.               | «Goodbye My Son»                                              | 2:01     |  |
| 6.               | «If You Love These People»                                    | 3:22     |  |
| 7.               | «Krypton's Last»                                              | 1:58     |  |
| 8.               | «Terraforming»                                                | 9:49     |  |
| 9.               | «Tornado»                                                     | 2:53     |  |
| 10.              | «You Die or I Do»                                             | 3:13     |  |
| 11.              | «Launch»                                                      | 2:36     |  |
| 12.              | «Ignition»                                                    | 1:19     |  |
| 13.              | «I Will Find Him»                                             | 2:57     |  |
| 14.              | «This Is Clark Kent»                                          | 3:47     |  |
| 15.              | «I Have So Many Questions»                                    | 3:47     |  |
| 16.              | «Flight»                                                      | 4:18     |  |
| 17.              | «What Are You Going to Do When You Are Not Saving the World?» | 5:27     |  |
| 1:27:46          |                                                               |          |  |

### Edicióndeluxe
- En la versión digital de la edición deluxe, la canción «What Are You Going to Do When You Are Not Saving the World?» es mostrada como la primera del segundo disco en vez de la última del primer disco.

| Disco 1 – Flight |                                                               |          |  |
| N.º              | Título                                                        | Duración |  |
| 1.               | «Look to the Stars»                                           | 2:58     |  |
| 2.               | «Oil Rig»                                                     | 1:45     |  |
| 3.               | «Sent Here for a Reason»                                      | 3:46     |  |
| 4.               | «DNA»                                                         | 3:34     |  |
| 5.               | «Goodbye My Son»                                              | 2:01     |  |
| 6.               | «If You Love These People»                                    | 3:22     |  |
| 7.               | «Krypton's Last»                                              | 1:58     |  |
| 8.               | «Terraforming»                                                | 9:49     |  |
| 9.               | «Tornado»                                                     | 2:53     |  |
| 10.              | «You Die or I Do»                                             | 3:13     |  |
| 11.              | «Launch»                                                      | 2:36     |  |
| 12.              | «Ignition»                                                    | 1:19     |  |
| 13.              | «I Will Find Him»                                             | 2:57     |  |
| 14.              | «This Is Clark Kent»                                          | 3:47     |  |
| 15.              | «I Have So Many Questions»                                    | 3:47     |  |
| 16.              | «Flight»                                                      | 4:18     |  |
| 17.              | «What Are You Going to Do When You Are Not Saving the World?» | 5:27     |  |

| Disco 2 – Experiments from the Fortress of Solitude |                                            |                   |          |  |
| N.º                                                 | Título                                     | Música            | Duración |  |
| 1.                                                  | «Man of Steel» (Hans' Original Sketchbook) | Hans Zimmer       | 28:16    |  |
| 2.                                                  | «Are You Listening, Clark?»                | Zimmer            | 2:48     |  |
| 3.                                                  | «General Zod»                              | Zimmer, Junkie XL | 7:21     |  |
| 4.                                                  | «You Led Us Here»                          | Zimmer            | 2:59     |  |
| 5.                                                  | «This Is Madness!»                         | Zimmer, Junkie XL | 3:48     |  |
| 6.                                                  | «Earth»                                    | Zimmer            | 6:11     |  |
| 7.                                                  | «Arcade»                                   | Zimmer, Junkie XL | 7:25     |  |

Música que aparece en la película pero no se incluye en la banda sonora
| # | Título          | Artista(s)                   |
| - | --------------- | ---------------------------- |
| 1 | «Ring of Fire»  | Allison Crowe                |
| 2 | «Seasons»       | Chris Cornell                |
| 3 | «The Long Walk» | Marco Beltrami, Buck Sanders |

## Personal

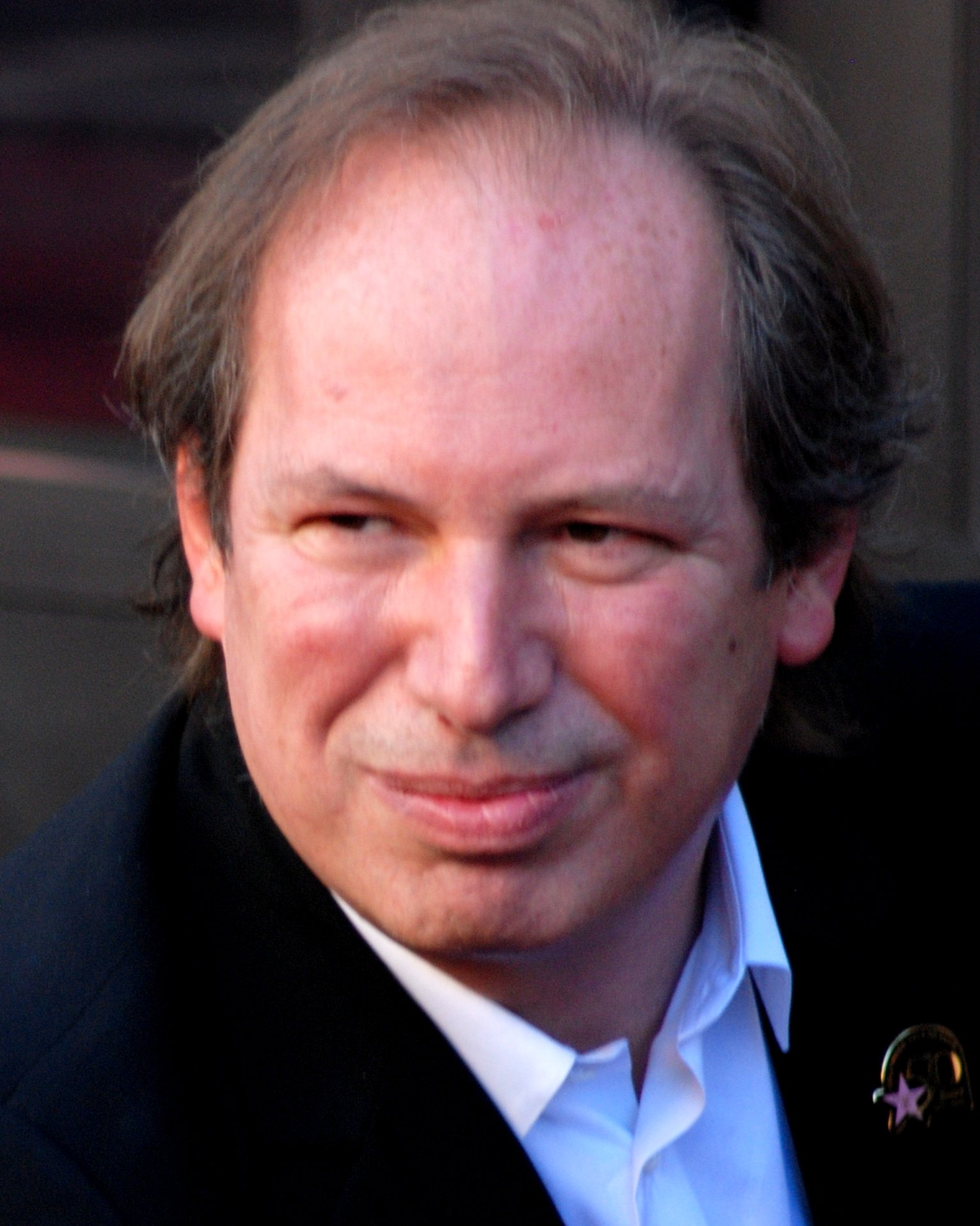
Hans Zimmer compuso y produjo la banda sonora de El hombre de acero

| Artista primario - Hans Zimmer — compositor, productor Producción - Peter Asher — coproductor | Música adicional - Tom Holkenborg – música adicional - Atli Örvarsson – música adicional - Andrew Kawczynski – música adicional - Steve Mazzaro – música adicional - Geoff Zanelli – música adicional Personal adicional y grabación - Mel Wesson – diseño de música de ambiente - Czarina Russell – coordinador musical - Steven Kofsky – servicios de producción musical - Melissa Muik – editor musical - Howard Scarr – programador de sintetizador - Mark Wherry – diseño instrumental digital - Alan Meyerson – mezcla musical - Hilda "Thórhildur" Örvarsdóttir – voz Orquesta - Bruce Fowler - Elizabeth Finch - Kevin Kaska - Rick Giovinazzo Músicos - Martin Tillman - Ryeland Allison - Pharrell Williams - Ann Marie Calhoun - Bryce Jacobs |

## Crítica
Mientras fue popular entre los fanes, la banda sonora fue polarizada por los críticos. Muchos estaban muy decepcionados de la música, citándola como repetitiva, simplista y muy dependiente de la percusión, aunque otros reaccionaron de una forma más positiva.
En su reseña de la película, Ann Hornday, de The Washington Post, llamó a la música "turgente" y "sobreproducida". Jonathan Broxton de Movie Music UK elogió a las canciones «Flight» y «What Are You Going to Do When You Are Not Saving the World?» como las mejores en la banda sonora, pero criticó la falta de desarrollo de estos temas y la simpleza del guion, diciendo, "Para que [Superman] esté cargado con percusión tonta, un guion tan predecible, y una declaración temática tan simplista y repetitiva es extremadamente decepcionante." Christian Clemmensen de FilmTracks rechazó a la banda sonora como un esfuerzo del "mínimo común denominador", criticando el uso excesivo de percusión sobre otros instrumentos, como instrumentos de viento y campanillas. Concluyó diciendo, "Definitivamente, Zimmer tenía razón. No era el hombre correcto para esta tarea." James Southall, de Movie Wave, tuvo inquietudes con el exceso de confianza de la música en un efecto estridente, apodado "cuerno de la perdición" (popularizado con la música de Inception) y escribió, "El hombre de acero —la película— puede no tener la ambición de Inception, pero aún tiene sus particulares necesidades musicales, y simplemente no son satisfechas."
Al contrario, James Christopher Monger escribiendo para AllMusic, llamó a la banda sonora "más áspera y oscura que cualquiera de sus predecesoras, en gran parte debido a la propensión de Zimmer a estruendosa percusión ininterrumpida, aunque conserva suficientes momentos que ponen la piel de gallina para ser llamada una propia banda sonora de Superman, especialmente en elegíaca «Look to the Stars» y su inmensa contraparte «What Are You Going to Do When You Are Not Saving the World?», ambas de las cuales reflejan debidamente la propensión del icónico superhéroe a la bondad y el poder." Chris McEneany de AVForums dijo de Zimmer, a pesar de su uso excesivo de percusión, "[llegó] con un trabajo que es abrasador, hermoso, audaz y, tengo que decirlo, brillante." Jørn Tillnes de SoundtrackGeek le dio a la música una crítica favorable, diciendo, "Los puristas, los antiguos frikis de las bandas sonoras, sin duda odiarán esta música y usarán cada pizca de su energía para criticarla como nada más que genérica música monótona. Para el resto de nosotros, creo que la nueva dirección audaz que la franquicia de Superman está tomando es tanto brillante como valiente. Superman merece esta música y ustedes también."